# 威靖王
威靖王，中国古代封爵之一。

## 元朝
封地不详，为金印螭纽王。
- 火里兀察儿驸马，泰定皇后之父，泰定二年（1325年）封